# Pierre Magne
Pierre Magne (Livry-Gargan, 7 de novembre de 1906 - Livry-Gargan, 14 de novembre de 1980) va ser un ciclista francès que fou professional entre 1927 i 1939, aconseguint 8 victòries.

## Palmarès
- 1925
  - 1r a la París-Évreux
- 1927
  - 1r al Gran Premi Wolber, formant part de l'equip Alleluia
- 1928.
  - Vencedor d'una etapa al Tour de França
- 1929
  - 1r al Tour de Corrèze
- 1931
  - 1r al Circuit du Gers
- 1932
  - 1r al Gran Premi de l'Écho d'Alger
- 1933
  - 1r al Circuit de Cantal
  - 1r al Circuit de Bearn
- 1938
  - Vencedor d'una etapa a la Volta al Marroc

## Resultats al Tour de França
- 1927. 15è de la classificació general
- 1928. 10è de la classificació general. Vencedor d'una etapa
- 1929. 9è de la classificació general
- 1930. 6è de la classificació general